# Meda (entreprise)
Pour les articles homonymes, voir Meda.

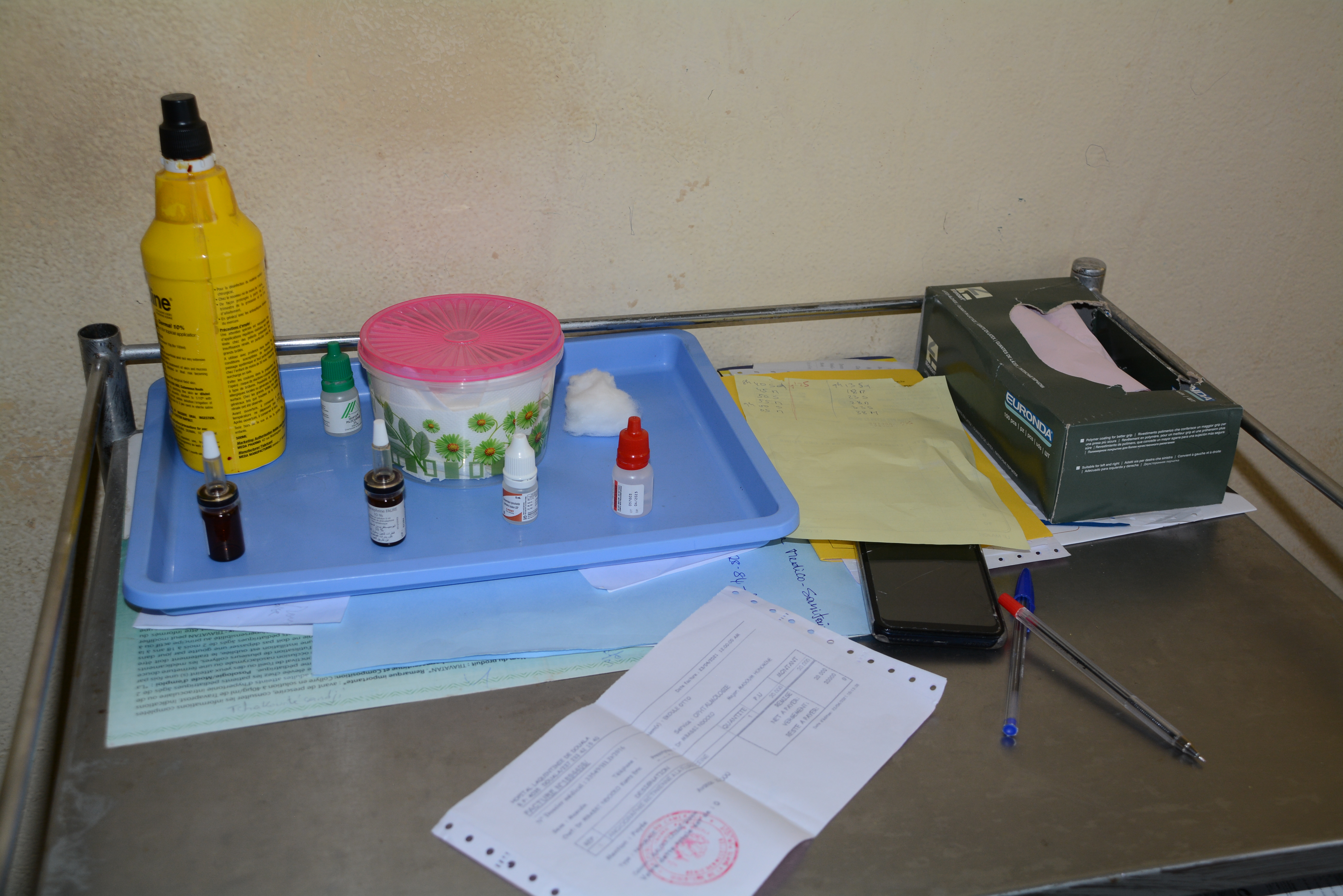
Un flacon de Bétadine dermique, fabriqué par Meda, sur un plateau de soins dans un hôpital camerounais.

Meda est une entreprise pharmaceutique suédoise basée à Solna en Suède. Le groupe possède une usine à Mérignac (Gironde) dans laquelle est notamment fabriquée la Bétadine. Plus d'une centaine de spécialités pharmaceutiques sont actuellement commercialisées en France.

## Histoire
En 2008, elle acquiert des activités en Europe de Valeant Pharmaceuticals pour 392 millions de dollars.
En juillet 2014, Meda acquiert l'entreprise pharmaceutique italienne Rottapharm pour environ 3,1 milliards de dollars.
En février 2016, Mylan lance une offre d'acquisition de 7,2 milliards de dollars, hors reprise de dette, sur l'entreprise suédoise Meda. Mylan avait déjà lancé une offre d'acquisition sur Meda en 2014. Celle-ci est complétée le 5 août 2016, MEDA devenant une filiale de Mylan.